# Condroma
Condroma é uma neoplasia benigna que se origina da cartilagem. As células tumorais parecem condrócitos normais e produzem matriz cartilaginosa(cartilagem) alargando e debilitando o osso afetado, aumentando assim o risco de fraturas. 
Raramente fazem transformação maligna em um condrossarcoma, que cresce mais rápido, causa mais dor e deve ser removido cirurgicamente.

## Tipos[2]
- Encondroma: A variedade mais comum, afeta o centro do osso.
- Condroma periférico: Raramente cresce na parte mais externa do osso, portanto nesse local deve-se suspeitar de outros tumores ósseos.
- Doença de Ollier ou condromatose: é caracterizada por múltiplos condromas em diferentes localizações. Prevalência de 1 em cada 100.000 casos.[3]
- Síndrome de Maffucci: Múltiplos encondromas e angiomas, causam deformações e facilitam fraturas.

## Diagnóstico
Em uma radiografia é visto como um osso aumentado, com maior radiotransparência, calcificações nodulares e menores que 3 cm. Fora das falanges fazem calcificações em anel ou em arco. Assemelha-se ao condrossarcoma de baixo grau devido à hipercelularidade, binucleação e alteração do mixoide, mas condromas são indolores e crescem muito mais lentamente. 

## Epidemiologia
Mais frequentemente encontrados nos ossos das mãos e pés, e menos comumente encontrados no fêmur, úmero ou tíbia. 
Mais comuns entre os 20 e 50 anos, descobertos acidentalmente em uma radiografia. Afeta homens e mulheres com a mesma frequência.

## Tratamento
Enquanto assintomáticos não precisam de tratamento. Fraturas podem curar com imobilização ou, se necessário, removidas cirurgicamente com curetagem e enxerto ósseo.